# Eunica venusia
Eunica venusia är en fjärilsart som beskrevs av Felder 1867. Eunica venusia ingår i släktet Eunica och familjen praktfjärilar. Inga underarter finns listade i Catalogue of Life.